# Meridian (Mississippi)
Meridian (auch Ragsdale City oder Sowashee Station) ist die achtgrößte Stadt im US-Bundesstaat Mississippi (Stand 2025) und Verwaltungssitz des Lauderdale County. Das U.S. Census Bureau hat bei der Volkszählung 2020 eine Einwohnerzahl von 35.052 ermittelt. Die Stadt, die auch Queen City genannt wird, erstreckt sich über eine Fläche von 118,8 km².

## Geschichte
Die Gegend um Meridian war ursprünglich Land der Choctaw-Indianer, das mit dem Vertrag von Dancing Rabbit Creek im Jahr 1830 an die USA übertragen wurde. 1831 ließ sich mit Richard McLemore aus Virginia der erste weiße Siedler in diesem Gebiet nieder. Das ursprüngliche Siedlungsgebiet lag 1854 an den Kreuzungen der „Mobile & Ohio“- und der „Vicksburg & Montgomery“-Eisenbahnlinien und wurde zunächst „Sowashee Station“ nach dem nahegelegenen Fluss Sowashee Creek genannt. 1860 wurde der Ort offiziell als „Meridian“ eingetragen, zu diesem Zeitpunkt bewohnten etwa 15 Familien die Stadt.
Im folgenden Amerikanischen Bürgerkrieg wurde Meridian wegen der strategisch günstigen Lage an den Eisenbahnkreuzungen zum Stützpunkt einiger konföderierten Militäreinrichtungen. Im Februar 1864 erreichte General Shermans Nordstaaten-Armee die Stadt, die Eisenbahneinrichtungen wurden zerstört und die Stadt fast vollständig niedergebrannt.
In den folgenden Jahren wurde die Stadt und ihre Einrichtungen wiederaufgebaut, und zwischen 1890 und 1930 wuchs Meridian zur größten Stadt im Bundesstaat Mississippi. 1890 wurde das noch heute bestehende Opernhaus eröffnet. Um 1900 hatte die Stadt etwa 25.000 Einwohner.

## Gegenwart
Heute liegen in der Innenstadt von Meridian viele historische Häuser wie die „Carnegie Library“, die um die Jahrhundertwende entstand und jetzt ein Kunstmuseum beherbergt sowie der Wolkenkratzer „Threefoot Building“ im Stil des Art déco.
Die Firma Peavey, einer der größten Hersteller für Audio-Equipment, hat ihren Hauptsitz in Meridian.

## Söhne und Töchter der Stadt
- Aubert C. Dunn (1896–1987), Politiker
- Jimmie Rodgers (1897–1933), Country-Sänger
- Mart Britt (1900–1958), Jazz- und Unterhaltungsmusiker
- Gustave Heiss (1904–1982), Degenfechter, Bronzemedaillen-Gewinner und Colonel der US Army
- Cleo Patra Brown (1909–1995), Jazzpianistin und Sängerin
- Theresa Needham (1912–1992), Clubbetreiberin
- Carroll Gartin (1913–1966), Politiker
- Sonny Montgomery (1920–2006), Politiker
- Thomas H. Pigford (1922–2010), Kernchemieingenieur und Hochschullehrer
- Maryon Pittman Allen (1925–2018), Journalistin und  Senatorin
- Winfield Dunn (1927–2024), Politiker
- Fred Phelps (1929–2014), homophober Baptistenprediger
- Earl Aycock (1930–2001), Country- und Rockabilly-Musiker
- Diane Ladd (* 1932), Schauspielerin
- Alvin Fielder (1935–2019), R&B- und Jazz-Schlagzeuger
- Jimmy Ruffin (1936–2014), Soulsänger
- Richard Harrison Truly (1937–2024), Astronaut
- Al Wilson (1939–2008), Soulmusiker
- Barry Hannah (1942–2010), Literaturwissenschaftler und Schriftsteller
- James Earl Chaney (1943–1964), Bürgerrechtler
- Moe Bandy (* 1944), Country-Sänger
- Chris Ethridge (1947–2012), Countrymusiker, Gitarrist und Bassist
- Kenneth Lewis (* 1947), Manager
- Paul Davis (1948–2008), Singer-Songwriter[5]
- John C. Fleming (* 1951), Politiker
- John Luther Adams (* 1953), Komponist
- Steve Forbert (* 1954), Singer-Songwriter
- Sela Ward (* 1956), Schauspielerin
- Greg Keyes (* 1963), Fantasy- und Science-Fiction-Autor
- Dexter McCleon (* 1973), American-Football-Spieler
- Alejandro Villanueva (* 1988), spanischer und US-amerikanischer Football-Spieler der National Football League (NFL)
- Hayley Williams (* 1988), Sängerin der Band Paramore
- Rodney Hood (* 1992), Basketballspieler